# 陳彥良 (1968年)
陳彥良（1968年—），臺灣人，金融法學者，德國梅因茲大學法學博士，現任中華民國金融監督管理委員會政務副主任委員、國立臺北大學法律學系教授，曾任臺北大法律系系主任、國立東華大學財經法律研究所所長。

## 生平
陳彥良出生於1968年，畢業於國立政治大學法律學系，並於德國梅因茲大學取得法學碩士、法學博士。獲得博士學位後，返國任教於國立東華大學人文社會科學院財經法律研究所，並於2007年出任第二任所長，後於國立臺北大學法律學系任教。
陳彥良曾在泛公股的第一金控與第一商業銀行擔任獨立董事，還擔任過聯昌電子獨立董事、智慧財產及商業法院商業調解委員、中華民國證券櫃檯買賣中心上櫃審議委員、「刑事金融」專業法官證明審查委員等職務，並出任最高法院刑事大法庭案件鑑定人。賴清德參選2024年中華民國總統選舉時，陳彥良協助規劃其「淨零轉型・永續台灣」能源轉型政策。
2024年5月5日，候任行政院院長卓榮泰宣布將由陳彥良出任金管會政務副主任委員。20日，陳彥良正式就職。被認為擁有參與銀行、證券、保險、租賃等業務的實務經驗，善於溝通協調；熟悉金融法規、形象清新，有望帶動金融界的活化與創新。金融業界人士評論陳彥良「年輕有為，關心國家發展」，有助臺灣發展綠色、永續金融。

## 學術
陳彥良的研究專長是公司法、企業併購法、銀行法、證券交易法等金融法学。《工商時報》指出，陳彥良對永續金融、ESG、金融關係法、監理沙盒等議題有獨到見解。其主張臺灣證券交易所、臺灣期貨交易所、中華民國證券櫃檯買賣中心、臺灣集中保管結算所等「證券F4」應整併為同一間控股公司；針對產業或桃園航空城、臺南陽光電城等地方產業特區成立監理沙盒；彈性放寬金融科技法制；金管會應朝向金融發展方向改革等。

## 個人
法學界同僚評論陳彥良「身形高䠷，長相帥氣，上課幽默風趣」，「做人也很隨和」。陳彥良喜愛音樂，大學時期曾經籌組樂團，擔任貝斯手。